# گرنت-لی فیلیپس
گرنت-لی فیلیپس (به انگلیسی: Grant-Lee Phillips) خواننده، نوازندهٔ سازهای مختلف و ترانه‌سرای آمریکایی است که به خاطر فرم آواز خواندن‌اش، شیوهٔ روایت‌اش در اشعار و مهارت‌اش در نواختن گیتار دوازده سیم شناخته شده‌است. سبک و سیاقی که پاره‌ای اوقات با نیل یانگ، بروس اسپرینگستین و باب دیلن مقایسه می‌شود.

## درباره
او با نام اصلی بریان جی. فیلیپس (به انگلیسی: Bryan G. Phillips) زادهٔ ۱ سپتامبر ۱۹۶۳ در استاکتون کالیفرنیا است. از سنین کودکی علاقه‌اش به موسیقی را نشان داد و پس از سپری کردن دوران کودکی و نوجوانی‌اش در استاکتون، برای تحصیل در رشتهٔ فیلم‌سازی به لوس آنجلس نقل مکان کرد. در لوس آنجلس تحت تأثیر موسیقی گروه‌هایی هم‌چون the Rain Parade و the Dream Syndicate قرار گرفت و پس از مدتی به همراه یکی از دوستان‌اش به‌نام جف کلارک که از استاکتون او را می‌شناخت گروهی به‌نام Shiva Burlesque را تشکیل دادند. گروه پس از ضبط ۲ آلبوم درخور توجه منحل شد و به‌زودی فیلیپس تحت نام گرنت لی بوفالو ساخت و ضبط آثارش را آغاز کرد. پس از مدتی کار تک‌نفره، از پال کیمبل(باسیست) و جویی پترز(درامر) -هم‌گروهی‌های سابق‌اش در Shiva Burlesque-دعوت کرد تا در گرنت لی بوفالو به او بپیوندند.
گرنت لی بوفالو در سال ۱۹۹۲ تحت پوشش اسلش رکوردز-از زیرمجموعه‌های کمپانی وارنر- قرار گرفت. فیلیپس که در Shiva Burlesque فقط به عنوان خواننده فعالیت می‌کرد، در گروه جدید این موقعیت را پیدا کرد تا توانائی‌های‌اش را به‌عنوان خواننده، ترانه‌سرا و نوازنده‌ای که بر سازهای گوناگون تسلط داشت نشان دهد. آن‌ها در طول ۸ سال فعالیت‌شان ۴ آلبوم متفاوت و قابل توجه منتشر کردند که با برگزاری تورهای موفق و نقدهای مساعد منتقدان موسیقی همراه شد. در پی انتشار دومین آلبوم گروه در سال ۱۹۹۴، نشریهٔ رولینگ استون فیلیپس را به‌عنوان «بهترین خوانندهٔ مرد سال» انتخاب کرد.
در سال ۱۹۹۹ و در پی مشکلاتی که مابین گرنت لی بوفالو و کمپانی وارنر پدید آمد، فیلیپس گروه را منحل کرد. از آن زمان به‌بعد فیلیپس با نام خودش فعالیت می‌کند و تا به‌امروز ۶ آلبوم شخصی منتشر کرده‌است.

## آلبوم‌ها

### گرنت لی بوفالو
| نام آلبوم          | تاریخ انتشار    |
| ------------------ | --------------- |
| ۱. Fuzzy           | ۲۳ فوریه ۱۹۹۳   |
| ۲. Mighty Joe Moon | ۲۰ سپتامبر ۱۹۹۴ |
| ۳. Copperopolis    | ژوئن ۱۹۹۶       |
| ۴. Jubilee         | ۹ ژوئن ۱۹۹۹     |

### تکی
| نام آلبوم              | تاریخ انتشار  |
| ---------------------- | ------------- |
| ۱. Ladies' Love Oracle | ۲۰۰۰          |
| ۲. Mobilize            | ۲۴ ژوئیه ۲۰۰۱ |
| ۳. Virginia Creeper    | ۲۴ فوریه ۲۰۰۴ |
| ۴. nineteeneighties    | ۲۷ ژوئن ۲۰۰۶  |
| ۵. Strangelet          | ۲۷ مارس ۲۰۰۷  |
| ۶. Little Moon         | ۱۳ اکتبر ۲۰۰۹ |